# باول وليامز (صحفي)
باول وليامز (بالإنجليزية: Paul Williams)‏ هو صحفي أمريكي، ولد في 19 مايو 1948 في بوسطن في الولايات المتحدة، وتوفي في 27 مارس 2013 في كاليفورنيا في الولايات المتحدة بسبب خرف.

## وصلات خارجية
- بول وليامز على موقع ميوزك برينز (الإنجليزية)